# Бромат иттрия
Бромат иттрия — неорганическое соединение,
соль иттрия и бромноватой кислоты с формулой Y(BrO3)3,
бесцветные кристаллы,
растворяется в воде,
образует кристаллогидраты.

## Физические свойства
Бромат иттрия образует бесцветные кристаллы.
Растворяется в воде, слабо растворяется в этаноле, не растворяется в эфире.
Образует кристаллогидрат состава Y(BrO3)3•9H2O, который плавиться в собственной кристаллизационной воде при 74°С.
Также получен кристаллогидрат Y(BrO3)3•3H2O.

## Химические свойства
- Кристаллогидрат ступенчато теряет воду при нагревании:

{\displaystyle {\mathsf {Y(BrO_{3})_{3}\cdot 9H_{2}O\ {\xrightarrow[{-H_{2}O}]{100^{o}C}}\ Y(BrO_{3})_{3}\cdot 3H_{2}O\ {\xrightarrow[{-H_{2}O}]{150^{o}C}}\ Y(BrO_{3})_{3}}}}